# Centern (valsamverkan)
Centern var namnet på den valtekniska samverkan som Centerpartiet och Kristen demokratisk samling (nuvarande Kristdemokraterna), hade i riksdagsvalet 1985.

## Bakgrunden till samarbetet
Bakgrunden till samarbetet var att man i samband med enkammarriksdagens införande 1971 också införde en fyraprocentsspärr. Kristen Demokratisk Samling (KDS) hade alltsedan partiet bildades 1964 legat kring 2 % i riksdagsvalen och fick därmed det svårare att ta sig in i riksdagen. 
För KDS handlade därför ett samarbete främst om möjligheten att komma in och etablera sig som ett riksdagsparti. För de borgerliga partierna, kunde ett samarbete innebära att en röst på KDS inte längre skulle vara "bortkastad" utan skulle kunna bidra till att få en icke-socialistisk majoritet i riksdagen.
Redan 1977 inför valet 1979 diskuterades därför en valsamverkan med Centerpartiet. Det gjordes också 1981 inför valet 1982 men då beslutade KDS själva att avbryta diskussionerna. De som främst jobbade med frågan var dåvarande partisekreteraren Per Egon Johansson och informationssekreteraren Mats Odell. KDS tog nu också ställning för en icke-socialistisk regering och sällade sig därmed till partierna i det borgerliga blocket. 
På våren 1984 gick man åter in i allvarliga diskussioner och man enades till slut om att i valet 1985 göra ett valtekniskt samarbete och ställa upp med den gemensamma beteckningen ”centern”.
Beslutet fattades formellt den 7 september 1984 och Alf Svensson och Thorbjörn Fälldin gick ut och presenterade överenskommelsen.

## Överenskommelsen
Överenskommelsen mellan partierna innebar att de skulle ha varsin partilista i valkretsarna och att centerpartiets ledning skulle medverka till man på fem centerpartilistor skulle saxa in en kristdemokrat på valbar plats. Man visste ju att centerlistorna skulle vinna i stort sett överallt men genom detta förfarande skulle man kunna få in åtminstone fem kristdemokrater i riksdagen. Centerledningens "medverkan" innebar dock i slutändan att endast listan i Kalmar län fick en kristdemokrat på valbar plats. Centerpartiets motgång i valet innebar dock att denna plats gick till ett annat parti. Alf Svensson lyckades dock ta sig in i riksdagen på KDS Jönköpingslista.

## Kritik och motstånd
Den valtekniska samverkan fick hård kritik, inte minst från socialdemokratiskt håll.
Inom centerrörelsen var både Centerpartiets kvinnoförbund och Centerpartiets ungdomsförbund motståndare till samarbetet. Centerledaren Fälldin hade på grund av magsår varit tvungen att hålla sig borta från rikspolitiken under våren och vid centerstämman i Norrköping i juni gick ledamöterna emot partiledningen genom att rösta för att sänka matmomsen. Striderna inom partiet gav intryck av en splittrad och stridande rörelse som knappast var regeringsfähigt. 
Överenskommelsen skapade även stora spänningar inom KDS. En debatt uppstod om hur många mandat KDS var "garanterade" och riskerna med valsamverkan. Det hela resulterade slutligen i att ett av partiets stora affischnamn, miljödebattören Björn Gillberg, den 2 april, lämnade partiet med buller och bång. I juni 1984 beslutade dessutom valprövningsnämnden att valsedlar med KDS egen valbeteckning skulle läggas ut i vallokalerna vid sidan om den gemensamma Centern. Detta innebar problem och gjorde att man från KDS tvingades gå ut och be väljarna inte används KDS-märkta valsedlar utan de märkta med partibeteckningen Centern.

## Valresultat
Statistiska Centralbyrån (SCB) sammanställde efter valet en rapport där man separerat rösterna på respektive partis kandidater. Den gav följande uppställning:
| Valkrets            | C-kandidater | KDS-kandidater | Partimarkerade* | Röster totalt |
| ------------------- | ------------ | -------------- | --------------- | ------------- |
| Stockholms kommun   | 8005         | 4266           | 4474            | 16745         |
| Stockholms län      | 19632        | 6649           | 5915            | 32196         |
| Uppsala län         | 15063        | 2975           | 2591            | 20629         |
| Södermanlands län   | 12711        | 3384           | 2036            | 18131         |
| Östergötlands län   | 23286        | 8194           | 3093            | 34573         |
| Jönköpings län      | 26585        | 15908          | 1714            | 44207         |
| Kronobergs län      | 19389        | 3358           | 1292            | 24039         |
| Kalmar län          | 18345        | 5366           | 7788**          | 31499         |
| Gotlands län        | 8105         | 569            | 530             | 9204          |
| Blekinge län        | 9219         | 2188           | 1384            | 12791         |
| Kristianstads län   | 24010        | 4424           | 1812            | 30246         |
| Fyrstadskretsen     | 9780         | 2653           | 2741            | 15174         |
| Malmöhus län        | 22124        | 2241           | 2089            | 26454         |
| Hallands län        | 25070        | 2432           | 2008            | 29510         |
| Göteborgs kommun    | 6750         | 4288           | 3204            | 14242         |
| Bohuslän            | 17118        | 4925           | 2276            | 24319         |
| Älvsborgs län norra | 20067        | 4827           | 2258            | 27152         |
| Älvsborgs län södra | 15763        | 3420           | 1291            | 20474         |
| Skaraborgs län      | 27549        | 6890           | 1908            | 36347         |
| Värmlands län       | 20659        | 2777           | 2675            | 26111         |
| Örebro län          | 15986        | 5348           | 1808            | 23142         |
| Västmanlands län    | 12651        | 2530           | 2299            | 17480         |
| Kopparbergs län     | 23514        | 4321           | 3381            | 31216         |
| Gävleborgs län      | 20139        | 4208           | 3149            | 27496         |
| Västernorrlands län | 22738        | 5387           | 4015            | 32140         |
| Jämtlands län       | 14858        | 1654           | 1534            | 18046         |
| Västerbottens län   | 20157        | 7203           | 2385            | 29745         |
| Norrbottens län     | 11726        | 4163           | 2061            | 17950         |
| Hela riket          | 490999       | 126548         | 73711           | 691258        |

* Röster där valsedeln saknar markering för någon kandidat, dvs rösten är enbart på samverkansbeteckningen "Centern"[källa behövs]
** I resultatet ingår en lista med en saxad lista, dvs en lista med kandidater från båda partierna.
Centern fick 691 258 röster vilket var 12,42 % av det totala antalet röster i riksdagsvalet. Detta röstetal brukar oftast presenteras under Centerpartiets valresultat då Centern i alla tidigare val före 1985 varit det större av de båda partierna.
Fördelar man de partimärkta valsedlarna mellan KDS och Centerpartiet proportionellt efter förhållandena mellan partiernas kandidatmarkerade listor kan man få fram ett ungefärligt resultat för respektive parti. Gör man detta valdistrikt för valdistrikt och summerar får man fram att Centerpartiet fick 543 870 röster (9,77 %) och KDS 147 388 röster (2,64 %).

## Effekterna av valet
För KDS blev riksdagsvalet en stor framgång, man gick till synes starkt framåt i valet och fick in partiledaren Alf Svensson i riksdagen. Partiet fick nu en plattform. I valet 1991 kom partiet in i riksdagen under eget partinamn.
För Centerpartiet var valet en storförlust. I valet 1982 fick partiet 15,48 % med SCB:s ovan nämnda uträkning tappade partiet hela 5,71 procentenheter. Nu hade partiet mindre än 10 % av väljarstödet. Förlusten innebar att Thorbjörn Fälldins ställning försvagades kraftigt och kort efter valet avgick han som partiledare. Fälldin efterträddes av Karin Söder som av hälsoskäl lämnade över posten till Olof Johansson efter 1,5 år.